# Alectryon kimberleyanus
Alectryon kimberleyanus är en kinesträdsväxtart som beskrevs av Sally T. Reynolds. Alectryon kimberleyanus ingår i släktet Alectryon och familjen kinesträdsväxter. Inga underarter finns listade i Catalogue of Life.